# Battaglia di Ancrum Moor
La battaglia di Ancrum Moor fu uno scontro avvenuto il 27 febbraio 1545 nell'ambito del fatto storico noto come Brutale corteggiamento, all'interno delle guerre anglo-scozzesi.
La vittoria scozzese pose temporaneamente fine alle incursioni inglesi entro i confini della Scozia. il campo di battaglia è stato oggi incluso nell'Inventory of Historic Battlefields in Scotland e protetto come sito storico dal 2011.

## Antefatto
Sul finrie del suo regno, Enrico VIII d'Inghilterra cercò di assicurarsi l'alleanza della Scozia con il matrimonio tra Maria di Scozia e suo figlio Edoardo. In quest'operazione, il re inglese ebbe il supporto di alcuni nobili scozzesi che erano stati fatti prigionieri nella battaglia di Solway Moss, ma nel dicembre del 1543, il parlamento scozzese, dopo diversi dissensi interni, decise di rigettare la proposta di Enrico invocando la tradizionale alleanza con la Francia.

## La campagna militare
La reazione di Enrico fu quella di dichiarare guerra alla Scozia e per questo l'episodio divenne noto come "brutale corteggiamento" dal momento che questo tentativo di blandire la diplomazia scozzese si rivelò in una vera e propria guerra.
Enrico ordinò al conte di Hertford di devastare Edimburgo, Leith e molte altre città nell'area. Il conte di Hertford colpì la Scozia meridionale in due distinte spedizioni nel 1544, bruciando Edimburgo a maggio.
Nel 1545, un'armata al comando di sir Ralph Eure continuò a razziare il confine, distinguendosi per atti di ferocia inaudita come l'incendio della Brumehous Tower con all'interno la moglie, i figli ed i servi del proprietario. Questi ripetuti attacchi, cementarono ancor più in difesa della loro patria l'alleanza tra il conte di Arran, reggente per l'infante Maria di Scozia, ed il conte di Angus. Questi due nobili scozzesi furono rivali per anni e si combatterono anche nelle strade di Edimburgo nel 1520. I possedimenti del conte di Angus erano inoltre divenuti oggetti dei recenti raids di confine. Angus venne a sapere che sir Eure aveva ottenuto il permesso da re Enrico VIII di appropriarsi di alcune delle proprietà confiscategli e per questo decise di impegnarsi maggiormente affinché i suoi diritti fossero rispettati. Le questioni di politica interna vennero abbandonate ed il conte di Arran con la sua rivale Maria di Guisa, si riconciliarono grazie col conte di Angus e suo fratello George Douglas di Pittendreich al Parlamento di Scozia nel dicembre del 1544, quando i Douglas vennero ufficialmente perdonati per il loro precedente tradimento a favore dell'Inghilterra.
L'esercito scozzese era composto inizialmente da soli 300 uomini e da 1000 "lance" al comando del conte di Angus, come pure ve n'erano un numero simile a Fife al comando di George Leslie, IV conte di Rothes e di Norman Leslie. A questi si aggiunsero gli Scott di Buccleuch, le cui terre pure avevano subito le devastazioni di sir Eure. Questo gruppo insieme si spostò per confrontarsi con gli inglesi presso Jedburgh.

## La battaglia
L'esercito inglese era composto da 3000 mercenari tedeschi e spagnoli, 1500 soldati inglesi al comando di sir Brian Layton e da 700 dissidenti scozzesi. Posero il loro accampamento appena sotto il Gersit Law e vennero subito dopo attaccati dalle forze scozzesi che poi retrocedettero a sud di Palace Hill. I soldati inglesi si diedero ad inseguire il nemico ma quando giunsero dall'altra parte della collina si accorsero che ad attenderli si trovava l'intero esercito scozzese. Godendo dell'effetto a sorpresa, gli scozzesi ebbero la meglio sugli inglesi.
Una carica di picchieri scozzesi respinse i loro nemici essendo queste di quattro volte più lunghe rispetto alle picche inglesi, motivo per cui esse si presentavano più sicure in battaglia. L'irregolarità del terreno di battaglia, inoltre, peggiorò i movimenti degli inglesi.

### Il conte di Arran in visita al campo di battaglia
Secondo un rapporto inglese, il conte di Arran si portò sul campo di battaglia e si congratulò col conte di Angus per la riuscita dell'operazione in battaglia. Chiese poi a un prigioniero di identificare il corpo di Ralph Eure. Quando l'ebbe trovato, il conte di Arran, piangendo, disse;
"Che Dio abbia pietà di lui, per quanto fosse un uomo crudele più d'ogni altri, colpevole di ogni nefandezza [...] di cui un cristiano non sarebbe capace."
 La visita del conte di Arran al campo venne riportata anche nella cronaca del XVI secolo degli scrittori scozzesi John Lesley e Robert Lindsay di Pitscottie. Lo storico militare Marcus Merriman ha notato come, malgrado le condizioni invernali nelle quali si svolse lo scontro, l'esercito inglese fosse straordinariamente grande rispetto ad altri scontri.

## Conseguenze
Gli inglesi persero in battaglia 800 uomini (inclusi i comandanti, sir Eure e sir Layton) e 1000 di loro vennero fatti prigionieri dagli scozzesi. Questo fatto temporaneamente bloccò le scorribande inglesi in Scozia. La notizia della vittoria indusse inoltre Francesco I di Francia ad inviare nuove truppe in aiuto agli scozzesi. La guerra, ad ogni modo, si sarebbe conclusa di li a breve con la morte di Enrico VIII.

## Monumento

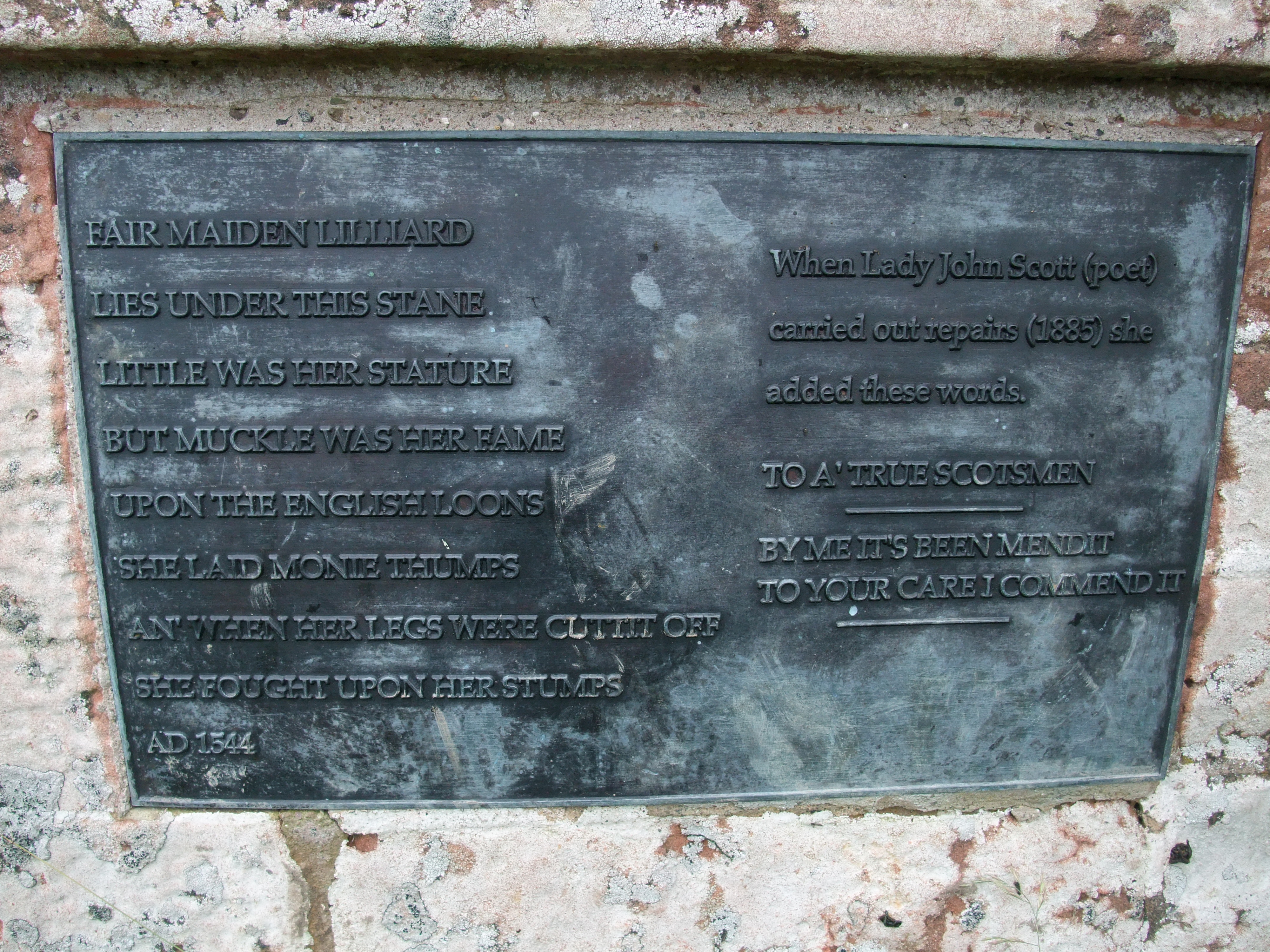
Placca commemorativa sulla Lilliard's Stone, il monumento commemorativo alla battaglia

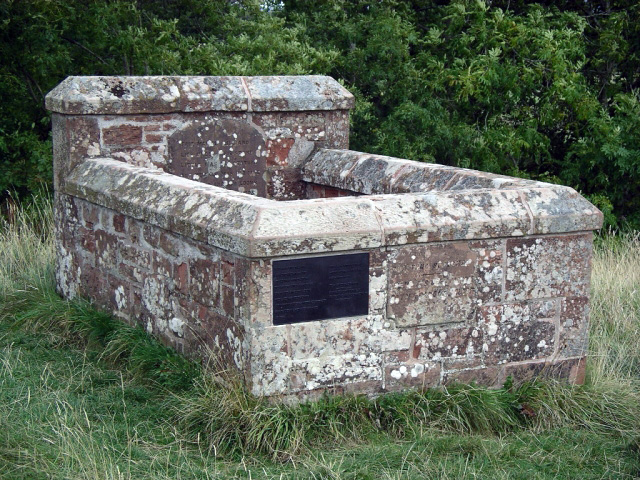
La Lilliard's Stone

Sul sito della battaglia, sin da subito, venne eretto un monumento noto come Lilliard's Edge, che riporta ancora oggi i versi poetici:

Fair maiden Lilliard

lies under this stane

little was her stature

but muckle was her fame

upon the English loons

she laid monie thumps

and when her legs were cuttit off

she fought upon her stumps.

- AD 1544 

Il monumento attuale è stato eretto nel XIX secolo anche se ha certamente rimpiazzato uno precedente con la medesima inscrizione che qui si trovava ancora nel 1743, ma era già a pezzi. L'inscrizione sul monumento parla di Lilliard, una donna scozzese che la leggenda vuole sepolta in quel luogo e che abbia preso parte agli scontri a seguito della morte del suo amato.